# Sergi Puig Herrera
Sergi Puig Herrera (Premiá de Mar, Barcelona, 19 de noviembre de 1998) es un futbolista español que juega como guardameta en el Girona F. C. "B" de Tercera Federación.

## Trayectoria
Se inició como futbolista las categorías inferiores de la U. E. Vilassar de Mar y en 2013 ingresó en la cantera del F. C. Barcelona, en la que progresó hasta llegar a su filial. En las dos temporadas siguientes, fue cedido al C. E. L'Hospitalet y a la Unión Balompédica Conquense. En la temporada 2019-20 regresó al F. C. Barcelona "B", con el que disputó el primer partido de la temporada ante el C. F. Badalona.
En el verano de 2020 terminó su ciclo en el equipo azulgrana y se incorporó a la U. D. Las Palmas para jugar en su equipo filial, Las Palmas Atlético. Participó en 19 partidos durante la temporada 2020-21.
El 21 de julio de 2021 se unió a la S. D. Ponferradina que competía en la Segunda División. Tras un año en El Bierzo, el 18 de julio de 2022 se llegó a un acuerdo para su salida al C. E. Sabadell F. C., equipo que en ese momento era entrenado por Gabri García, quien ya lo dirigió en el Juvenil del F. C. Barcelona. En Sabadell estuvo una temporada y el 31 de julio de 2023 se unió al Sestao River Club. Allí también estuvo una campaña antes de unirse al Girona F. C. "B".

## Clubes
| Club                                 | País   | Año       |
| ------------------------------------ | ------ | --------- |
| F. C. Barcelona "B"                  | España | 2017-2020 |
| C. E. L’Hospitalet (cedido)          | España | 2017-2018 |
| Unión Balompédica Conquense (cedido) | España | 2018-2019 |
| Las Palmas Atlético                  | España | 2020-2021 |
| S. D. Ponferradina                   | España | 2021-2022 |
| C. E. Sabadell F. C.                 | España | 2022-2023 |
| Sestao River Club                    | España | 2023-2024 |
| Girona F. C. "B"                     | España | 2024-     |